# Volsk
Volsk (ryska Вольск) är en stad i Saratov oblast i Ryssland. Folkmängden uppgick år 2015 till cirka 64 000 invånare.